# Insh
Insh (Schots-Gaelisch: Am Baile Ùr) is een dorp ongeveer 6 kilometer ten oosten van Kingussie in de Schotse lieutenancy Inverness in het raadsgebied Highland.